# 石の血脈
『石の血脈』（いしのけつみゃく）は、半村良のSF伝奇ロマン。1971年に早川書房から刊行された。
人類の見果てぬ夢「不老不死」を獲得するため暗躍する特異体質者たちと、吸血鬼伝説や狼男伝説などオカルト要素を満載して物語が展開される。1972年、第3回星雲賞 (日本長編部門) 受賞。

## あらすじ
数日前から不審な行動を見せていた"青木建設"の新鋭建築家、隅田賢也の妻比沙子が失踪した。妻の行方をたどる隅田だが、いずれも内装が赤い酒場に行き当たる。会社で社長の青木雄策に呼ばれた隅田は、比沙子は"東日銀行"会長三戸田謙介の元にいるのと、当の隅田の出向を要請されたことを伝えた。東日傘下の"西域貿易"へ出向した隅田は日東が計画する施設の建築予定地である、神奈川県の守屋へ実地調査で出向いた。周囲を五つの丘に囲まれた予定地は、前任者で隅田の師である今井潤造が変死した地でもあった。隅田は社長の瀬戸宏太朗から、三戸田の野心は不滅の獲得だと告げられた。
隅田は都内の三戸田邸に招かれたが赤一色で統一された部屋で待っていたのは、緋色の寛衣を着た三戸田と学生時代の恋人椎葉香織だった。隅田は香織たちと供された真紅の液体を飲み干した。身体の自由を失った隅田は別の部屋で香織に犯され、経験したことのない快楽に貫かれる。その部屋には隠し窓があり、隣の部屋で比沙子が三戸田に抱かれる痴態の現場を見せられた。その日から隅田は香織との快楽の淵に沈む。三戸田との打ち合わせで隅田は守屋の施設は一種の美術館だと説明され、今井の遺したサムネイルでは五角錐の地下ピラミッドになっていた。隅田は再度の実地調査に訪れたが、眼の異変に襲われ赤以外の色覚を失う。隅田はそれ以後、陽光を避けた夜しか活動できない身体になった。隅田の元に比沙子は戻ったが、その後も香織の舌端から病液を注入された美男美女たちとの狂宴に耽る。
伊丹英一は夫婦で行方不明になった学生時代からの友人隅田の行方を、会沢剛太と捜したが"西域貿易"へ出向していることまでは突きとめた。しかし連絡を取ることは叶わず策が尽きたころに、伊丹の仕事部屋の電話が鳴った。隅田に呼び出されて車に同乗した伊丹は、東日が所有するビルに連れていかれる。二人が入室した赤一色で統一された部屋に、ひっそりと現れた香織は隅田に退室を命じた。香織と伊丹の再会を発端に、計画は大きく傾斜していく。

## 主な登場人物
- 隅田賢也　"青木建設"設計第四課課長
- 隅田比沙子　賢也の妻
- 伊丹英一　賢也の友人、商業カメラマン
- 柳田祥子　英一の助手で婚約者
- 椎葉香織　賢也の大学時代の恋人
- 椎葉次郎　香織の弟
- 会沢剛太　建設会社社長
- 大杉実　オカルト関連に詳しい作家
- 松原牧子　酒場"赤いバラ"のマダム
- 青木雄策　"青木建設"社長
- 折賀弘文　"青木建設"専務、比沙子の父親
- 三戸田謙介　"東日銀行"会長、東日グループ総責任者
- 瀬戸宏太朗　東日傘下"西域貿易"社長
- 原杖人　"東日ブラッド・バンク"役員の老医師
- 呂木野　"東日ブラッド・バンク"保安部長
- ヤズディギルド　"Q海運"極東総支配人
- 今井潤造　不審死した著名な建築家

## 書籍
- 1971年11月 (日本SFノヴェルズ) 早川書房
- 1974年1月 ハヤカワ文庫JA
- 1975年3月 角川文庫
- 1992年9月 (ノンポシェット) 祥伝社
- 1996年12月 (改版) 角川文庫
- 1999年9月 ハルキ文庫
- 2007年5月 集英社文庫